# 50e brigade de chars (Inde)
Pour les articles homonymes, voir 50e brigade.
La 50e brigade de chars indienne est une brigade blindée de l'armée indienne britannique pendant la Seconde Guerre mondiale. Incorporée au sein d'unités de l'armée britannique et de l'armée indienne britannique, elle participa à la campagne de Birmanie sur le théâtre d'Asie du Sud-Est de la guerre du Pacifique.
L'emblème de la formation de la brigade se composait d'un poing et d'un avant-bras blancs sur fond d'un disque noir,,.
La 50e brigade de chars indienne fut placée sous le commandement du XVe corps en octobre 1944 en tant que soutien blindé pour la campagne d'Arakan et située au nord de Maungdaw, à Waybin, début décembre. Des unités de la brigade prirent part à des actions à Buthidaung, dans la péninsule de Mayu, dans la péninsule de Myebon et à Kangaw. La brigade fut retirée de l'État d'Arakan en février 1945.

## Composition
- 25e Dragoons avec des chars Lee / Grant
- 146e régiment du Royal Armoured Corps (en), issu d'un bataillon du régiment du duc de Wellington, avec des chars Lee / Grant
- 19e King George's Own Lancers (en), avec des chars Sherman
- 45e cavalerie (en), avec des chars légers Stuart
- 2/4e Bombay Grenadiers